# HMS H6
| HMS H6                                                     | HMS H6 | HMS H6 |
| ---------------------------------------------------------- | --- | --- |
| HMS H6                                                     | | |
|                                                            | | |
| Британський однотипний підводний човен H8                  | | |
| Верф                                                       | Canadian Vickers, Монреаль | Canadian Vickers, Монреаль |
| Під прапором                                               | Велика Британія/ Нідерланди/ Третій Рейх | Велика Британія/ Нідерланди/ Третій Рейх |
| Належність                                                 | Військово-морські сили Великої Британії/ · Військово-морські сили Нідерландів/ · Крігсмаріне | Військово-морські сили Великої Британії/ · Військово-морські сили Нідерландів/ · Крігсмаріне |
| Спуск на воду                                              | 10 червня 1915 | 10 червня 1915 |
| На службі                                                  | 1915—1916 1917—1945 | 1915—1916 1917—1945 |
| Сучасний статус                                            | 19 січня 1916 року сів на мілину біля голландського острова Схірмонніког, після чого був інтернований голландським флотом. 4 травня 1917 року проданий ВМФ Нідерландів. 3 травня 1945 року його затопили в гавані Кіля | 19 січня 1916 року сів на мілину біля голландського острова Схірмонніког, після чого був інтернований голландським флотом. 4 травня 1917 року проданий ВМФ Нідерландів. 3 травня 1945 року його затопили в гавані Кіля |
| Бойовий досвід                                             | Перша світова війна Друга світова війна | Перша світова війна Друга світова війна |
| Проєкт                                                     | | |
| Тип ПЧ                                                     | дизель-електричний торпедний ДПЧ | дизель-електричний торпедний ДПЧ |
| Розробник проєкту                                          | клас «Holland 602» | клас «Holland 602» |
| Основні характеристики                                     | | |
| Швидкість (надводна)                                       | 13 вузлів (24 км/год) | 13 вузлів (24 км/год) |
| Швидкість (підводна)                                       | 10 вузлів (18,6 км/год) | 10 вузлів (18,6 км/год) |
| Дальність плавання                                         | 1600 миль (3000 км) на швидкості 10 вузлів (надводна) 130 миль (240 км) на швидкості 2 вузли (підводна) | 1600 миль (3000 км) на швидкості 10 вузлів (надводна) 130 миль (240 км) на швидкості 2 вузли (підводна) |
| Екіпаж                                                     | 22 офіцери та матроси | 22 офіцери та матроси |
| Розміри                                                    | | |
| Довжина найбільша (по КВЛ)                                 | 45,8 м | 45,8 м |
| Ширина корпусу найб.                                       | 4,67 м | 4,67 м |
| Середня осадка (по КВЛ)                                    | 4,04 м | 4,04 м |
| Водотоннажність надводна                                   | 363 тонни | 363 тонни |
| Водотоннажність підводна                                   | 440 тонн | 440 тонн |
| Силова установка                                           | | |
| дизель-електрична; 1 × дизельний двигун 2 × електродвигуни | | |
| Гвинти                                                     | 2 | 2 |
| Потужність                                                 | 480 к.с. (дизель) 2 × 620 к. с. (електродвигун) | 480 к.с. (дизель) 2 × 620 к. с. (електродвигун) |
| Озброєння                                                  | | |
| Торпедно- мінне озброєння                                  | 4 × 450-мм торпедних апарати 8 торпед | 4 × 450-мм торпедних апарати 8 торпед |

H6 (англ. HMS H6) — військовий корабель, підводний човен типу «H» Королівського військово-морського флоту Великої Британії часів Першої світової війни, Королівського флоту Нідерландів як Hr.Ms. O 8 у міжвоєнний час та Крігсмаріне як UD-1 у роки Другої світової війни.

## Історія створення
Підводний човен H6 був закладений у 1915 році на верфі компанії Canadian Vickers у Монреалі. 10 червня 1915 року він був спущений на воду, і того ж року увійшов до складу Королівського військово-морського флоту Великої Британії.

## Історія служби
Однак служба підводного човна в Королівському флоті була короткою. 19 січня 1916 року він сів на мілину біля голландського острова Схірмонніког, після чого був інтернований голландським флотом. 4 травня 1917 року було досягнуто домовленості про продаж H6 Нідерландам.

### Голландська служба
Військово-морський флот Нідерландів перейменував H6 на Hr.Ms. O 8 та переобладнав його, модернізував за зразком інтернованого німецького підводного човна UC-8. У жовтні 1921 року під час технічного обслуговування O 8 затонув у гавані Ден-Гелдер. Оскільки корабель зазнав лише незначних пошкоджень, його було піднято, відремонтовано та продовжено експлуатацію. Влітку 1925 року O 8 разом з іншими голландськими кораблями K XI, «Якоб ван Хемскерк», «Тромп», Z 3 і Z 5 брав участь у навчаннях Королівських ВМС Нідерландів у Балтійському морі.
На початку Другої світової війни O 8 все ще перебував на голландській службі. А на момент час нападу Німеччини на Нідерланди O 8 через його вік було вирішено затопити.
Після капітуляції Нідерландів німецькі війська змогли підняти O 8 і виявили його майже повністю справним. Підводний човен був прийнятий на озброєння як UD-1 і переведений з Ден-Гелдера в Кіль. У Кілі трофейний човен використовували як навчальний корабель для підготовки екіпажів німецьких підводних човнів. 23 листопада 1943 року через свій вік UD-1 був знятий з експлуатації. 3 травня 1945 року його затопили в гавані Кіля.

## Командири
- Корветтен-капітан Герман Рігеле (21 листопада 1940 — 3 травня 1941)
- Капітан-лейтенант Фрідріх Шефер (4 травня — 2 листопада 1941)
- Корветтен-капітан Франц Фенір (3 листопада 1941 — 14 грудня 1942)
- Капітан-лейтенант Вольфганг Кетельзен (15 грудня 1942 — 17 травня 1943)
- Оберлейтенант-цур-зее Фрідріх Вайднер (18 травня — 28 листопада 1943)